# Strombergs väg

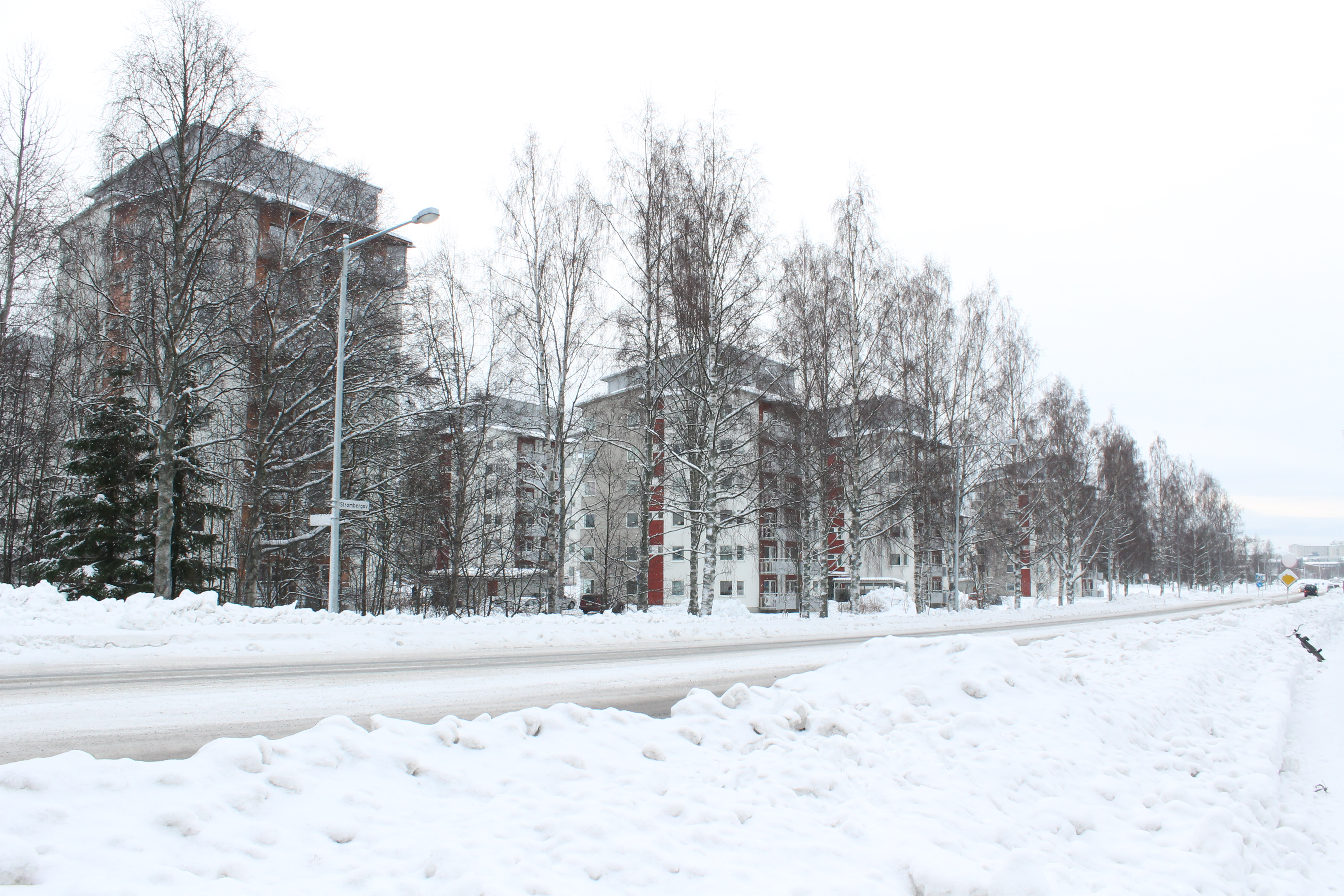
Strombergs väg passerar bl.a. hyreshusen vid Lilljansberget.

Strombergs väg i östra Umeå är uppkallad efter förre landshövdingen Pehr Adam Stromberg. Vägen anses följa Baronstigen som Stromberg brukade vandra från sin gård Nydala intill Nydalasjön söderut ner till Hamrinsberget för att kunna se ut över Umeälven och centrala Umeå. En bit av Baronstigen finns kvar, nämligen cykelvägen mellan Bräntberget och Blåbärsvägen på Berghem.
I vägens norra ände, efter att ha passerat Lilljansberget, byter Strombergs väg namn till Mariehemsvägen, och kort därefter börjar stadsdelen Mariehem.